# Resolució 1880 del Consell de Seguretat de les Nacions Unides
La Resolució 1880 del Consell de Seguretat de les Nacions Unides fou adoptada per unanimitat el 30 de juliol de 2009. Després d'observar les resolucions anteriors sobre Costa d'Ivori, i en virtut del Capítol VII de la Carta de les Nacions Unides, el Consell va decidir ampliar el mandat de l'Operació de les Nacions Unides a Costa d'Ivori (UNOCI), i l'autorització a les forces franceses que donen suport a l'Operació, fins al 31 de gener de 2010, per tal de donar suport a les futures les eleccions presidencials d'aquest país.
El Consell també encoratja la UNOCI a donar suport a les parts en conflicte (el president Laurent Gbagbo i el líder rebel Guillaume Soro) en l'aplicació de les tasques pendents de l'acord de Ouagadougou i els seus acords complementaris "essencials per a la celebració d'unes eleccions presidencials lliures, justes, obertes i transparents", així com la continuació del suport al desarmament, desmobilització, reintegració i desmantellament de les milícies, i contribuir a la promoció dels drets humans a Costa d'Ivori, posant fi a la impunitat en les violacions dels drets humans.